# Добє (община)
Община Добє (словен. Občina Dobje) — одна з общин Словенії. Адміністративним центром є місто Добє-при-Планині.

## Населення
У 2011 році в общині проживало 973 осіб, 475 чоловіків і 498 жінок. Чисельність економічно активного населення (за місцем проживання), 402 осіб. Середня щомісячна чиста заробітна плата одного працівника (EUR), 938,55 (в середньому по Словенії 987.39). Приблизно кожен другий житель у громаді має автомобіль (54 автомобілі на 100 жителів). Середній вік жителів склав 40,4 роки (в середньому по Словенії 41.8). 